# Salt Creek (Powder River)
Der Salt Creek ist ein 145 km langer, rechter Nebenfluss des Powder River im Nordosten des US-Bundesstaates Wyoming.

## Verlauf
Der Salt Creek entspringt im nordwestlichen Converse County im zentralen Nordosten Wyomings, etwa 40 km nordöstlich von Casper auf einer Höhe von etwa 1850 m. Von dort fließt er in nordwestliche Richtung, erreicht das Natrona County und erhält von links den Teapot Creek. Im weiteren Verlauf fließt der Salt Creek in stark mäandrierendem Verlauf durch das Powder River Basin, passiert die Orte Edgerton und Midwest und unterquert die Wyoming Highways 259 und 387. Südlich von Midwest erhält er mit dem Castle Creek von links zudem seinen längsten Nebenfluss. Der Salt Creek erreicht weiter flussabwärts das Johnson County, erhält weitere kleine Nebenflüsse und mündet nach knapp 145 km im südwestlich von Sussex auf einer Höhe von 1337 m in den Powder River. Am Fluss befindet sich mit dem Salt Creek Oil Field eines der größten Ölfelder im Westen der Vereinigten Staaten.

## Hydrologie
Der Salt Creek ist als Nebenfluss des Powder Rivers Teil des Einzugsgebietes des Yellowstone Rivers, der über den Missouri und den Mississippi in den Golf von Mexiko entwässert. Das Einzugsgebiet des Salt Creek umfasst ein Areal von etwa 2100 km² und grenzt an die Einzugsgebiete von Dry Fork Powder River im Nordosten, Antelope Creek im Osten, Dry Fork Cheyenne River im Südosten, Casper Creek im Südwesten sowie South Fork Powder River im Westen. Der mittlere Abfluss am Pegel in Sussex beträgt 1,27 m³/s, die größten Abflüsse finden sich in den Monaten März, Mai und Juni.

## Belege
1. 1 2 3 4 5  Salt Creek. In: Geographic Names Information System. United States Geological Survey, United States Department of the Interior (englisch).
2. ↑  Salt Creek EOR — zeroco2. Abgerufen am 2. Oktober 2024.
3. ↑  USGS 06313400 SALT CREEK NEAR SUSSEX, WY. Abgerufen am 2. Oktober 2024.